# Tours préliminaires à la Coupe du monde de football 1962
Navigation
Éliminatoires 1958 Éliminatoires 1966
Cette page vous présente les différents tours préliminaires à la Coupe du monde 1962. C'est la 6e édition des éliminatoires depuis 1934.
Une fois de plus, 14 billets sont à distribuer aux 49 pays participants à ce tour préliminaire. Le Chili, l'organisateur du tournoi et le Brésil, tenant du titre, sont exempts de ces joutes.
Répartition des places qualificatives par zone :
- Zone Europe : 8 places
- Zone Amérique du Sud : 5 places (3 places qualificatives + le Brésil, champion du monde en titre et le Chili, pays hôte)
- Barrage Europe/Asie : 1 place
- Barrage Europe/Afrique : 1 place
- Barrage Amérique du Sud/Amérique du Nord, centrale et Caraïbes : 1 place

## Zone Europe
30 équipes sont inscrites dans les éliminatoires de la zone Europe pour la Coupe du monde 1962. 8 places qualificatives et 2 places de barragistes sont attribuées aux équipes européennes :
- Les groupes 1, 2, 3, 4, 5, 6 et 8 sont des poules de 3 équipes. L'équipe terminant en tête se qualifie pour la phase finale. En cas d'égalité de points en tête de groupe, un match d'appui sur terrain neutre est disputé entre les 2 équipes. Ce match sera nécessaire pour décider de la qualification dans les groupes 1, 2 et 8.
- Le groupe 7 comporte 5 équipes d'Europe, d'Afrique et d'Asie qui se disputent l'unique place qualificative lors d'un tournoi sur 3 tours.
- Les groupes 9 et 10 ne comportent que 2 équipes qui se disputent les 2 places de barragistes : le vainqueur du groupe 9 affronte le vainqueur de la zone Afrique tandis que celui du groupe 10 affronte le vainqueur de la zone Asie.

### Groupe 1:Suisse
La Suisse se qualifie pour la phase finale de la coupe du monde en remportant le match d'appui contre la Suède à Berlin-ouest, les deux équipes ayant terminé ex æquo à la première place du groupe 1.
| Rang | Équipe   | Pts | J | G | N | P | Bp | Bc | Diff |  | Résultats (▼ dom., ► ext.) |     |     |     |
| ---- | -------- | --- | - | - | - | - | -- | -- | ---- |  | -------------------------- | --- | --- | --- |
| 1    | Suède    | 6   | 4 | 3 | 0 | 1 | 10 | 3  | +7   |  | Suède                      |     | 4-0 | 2-0 |
| 1    | Suisse   | 6   | 4 | 3 | 0 | 1 | 9  | 9  | 0    |  | Suisse                     | 3-2 |     | 2-1 |
| 3    | Belgique | 0   | 4 | 0 | 0 | 4 | 3  | 10 | -7   |  | Belgique                   | 0-2 | 2-4 |     |

Match d'appui
| 12 novembre 1961 | Suisse                      | 2 - 1 | Suède     | Stade olympique, Berlin-ouest             |                                           |
|                  | Schneiter 67e · Antenen 72e |       | Brodd 21e | Spectateurs : 50 000 Arbitrage : M. Dusch | Spectateurs : 50 000 Arbitrage : M. Dusch |
|                  | Détails                     |       |           | Spectateurs : 50 000 Arbitrage : M. Dusch | Spectateurs : 50 000 Arbitrage : M. Dusch |

### Groupe 2:Bulgarie
La Bulgarie se qualifie pour la phase finale de la coupe du monde en remportant le match d'appui (1-0) contre la France à Milan, les deux équipes ayant terminé ex æquo en tête du groupe 2.
| Rang | Équipe   | Pts | J | G | N | P | Bp | Bc | Diff |  | Résultats (▼ dom., ► ext.) |     |     |     |
| ---- | -------- | --- | - | - | - | - | -- | -- | ---- |  | -------------------------- | --- | --- | --- |
| 1    | France   | 6   | 4 | 3 | 0 | 1 | 10 | 3  | +7   |  | France                     |     | 3-0 | 5-1 |
| 1    | Bulgarie | 6   | 4 | 3 | 0 | 1 | 6  | 4  | +2   |  | Bulgarie                   | 1-0 |     | 3-1 |
| 3    | Finlande | 0   | 4 | 0 | 0 | 4 | 3  | 12 | -9   |  | Finlande                   | 1-2 | 0-2 |     |

Match d'appui
| 16 décembre 1961 | Bulgarie         | 1 - 0 | France | Stade San Siro, Milan                        |                                              |
|                  | Lerond 47e (csc) |       |        | Spectateurs : 37 740 Arbitrage : M. Lo Bello | Spectateurs : 37 740 Arbitrage : M. Lo Bello |
|                  | Détails          |       |        | Spectateurs : 37 740 Arbitrage : M. Lo Bello | Spectateurs : 37 740 Arbitrage : M. Lo Bello |

### Groupe 3:Allemagne de l'Ouest
| Rang | Équipe               | Pts | J | G | N | P | Bp | Bc | Diff |  | Résultats (▼ dom., ► ext.) |     |     |     |
| ---- | -------------------- | --- | - | - | - | - | -- | -- | ---- |  | -------------------------- | --- | --- | --- |
| 1    | Allemagne de l'Ouest | 8   | 4 | 4 | 0 | 0 | 11 | 5  | +6   |  | Allemagne de l'Ouest       |     | 2-1 | 2-1 |
| 2    | Irlande du Nord      | 2   | 4 | 1 | 0 | 3 | 7  | 8  | -1   |  | Irlande du Nord            | 3-4 |     | 2-0 |
| 3    | Grèce                | 2   | 4 | 1 | 0 | 3 | 3  | 8  | -5   |  | Grèce                      | 0-3 | 2-1 |     |

### Groupe 4:Hongrie
| Rang | Équipe             | Pts | J | G | N | P | Bp | Bc | Diff |  | Résultats (▼ dom., ► ext.) |     |     |     |
| ---- | ------------------ | --- | - | - | - | - | -- | -- | ---- |  | -------------------------- | --- | --- | --- |
| 1    | Hongrie            | 7   | 4 | 3 | 1 | 0 | 11 | 5  | +6   |  | Hongrie                    |     | 3-3 | 2-0 |
| 2    | Pays-Bas           | 2   | 3 | 0 | 2 | 1 | 4  | 7  | -3   |  | Pays-Bas                   | 0-3 |     | N/D |
| 3    | Allemagne de l'Est | 1   | 3 | 0 | 1 | 2 | 3  | 6  | -3   |  | Allemagne de l'Est         | 2-3 | 1-1 |     |

* Le match Pays-Bas - RDA n'a pas été joué car les joueurs est-allemands n'étaient pas autorisés à entrer aux Pays-Bas à cause de problèmes de visas. La Hongrie étant assurée de se qualifier, le match Pays-Bas - RDA a donc été annulé.

### Groupe 5:Union soviétique
| Rang | Équipe           | Pts | J | G | N | P | Bp | Bc | Diff |  | Résultats (▼ dom., ► ext.) |     |     |     |
| ---- | ---------------- | --- | - | - | - | - | -- | -- | ---- |  | -------------------------- | --- | --- | --- |
| 1    | Union soviétique | 8   | 4 | 4 | 0 | 0 | 11 | 3  | +8   |  | Union soviétique           |     | 1-0 | 5-2 |
| 2    | Turquie          | 4   | 4 | 2 | 0 | 2 | 4  | 4  | 0    |  | Turquie                    | 1-2 |     | 2-1 |
| 3    | Norvège          | 0   | 4 | 0 | 0 | 4 | 3  | 11 | -8   |  | Norvège                    | 0-3 | 0-1 |     |

### Groupe 6:Angleterre
| Rang | Équipe     | Pts | J | G | N | P | Bp | Bc | Diff |  | Résultats (▼ dom., ► ext.) |     |     |     |
| ---- | ---------- | --- | - | - | - | - | -- | -- | ---- |  | -------------------------- | --- | --- | --- |
| 1    | Angleterre | 7   | 4 | 3 | 1 | 0 | 16 | 2  | +14  |  | Angleterre                 |     | 2-0 | 4-1 |
| 2    | Portugal   | 3   | 4 | 1 | 1 | 2 | 9  | 7  | +2   |  | Portugal                   | 1-1 |     | 6-0 |
| 3    | Luxembourg | 2   | 4 | 1 | 0 | 3 | 5  | 21 | -16  |  | Luxembourg                 | 0-9 | 4-2 |     |

### Groupe 7:Italie
Ce groupe comporte cinq équipes provenant d'Europe, d'Asie et d'Afrique. Ces équipes s'affrontent lors de matchs aller-retour à élimination directe sur trois tours. Le vainqueur se qualifie pour la Coupe du monde.
Chypre est battu par Israël au premier tour, l'Éthiopie, l'Italie et la Roumanie étant exemptes. Israël se qualifie ensuite pour le troisième tour par deux victoires à domicile à Tel-Aviv et Haïfa contre l'Éthiopie. L'Italie se qualifie pour le troisième tour à la suite du forfait de la Roumanie.
Au tour final, l'Italie obtient sa place à la Coupe du monde en battant deux fois Israël.
L'équipe italienne qui parvient à se qualifier contient dans ses rangs des joueurs argentins ou brésiliens naturalisés, comme l'attaquant José Altafini qui fut vainqueur de la Coupe du monde 1958 avec le Brésil.
|  | Premier tour | Premier tour | Premier tour | Premier tour |         |         | Deuxième tour             | Deuxième tour | Deuxième tour | Deuxième tour |  |  | Tour final | Tour final | Tour final | Tour final |
|  |              |              |              |              |         |         |                           |               |               |               |  |  |            |            |            |            |
|  |              |              |              |              |         |         | les deux matchs en Israël |               |               |               |  |  |            |            |            |            |
|  |              |              |              |              |         |         |                           |               |               |               |  |  |            |            |            |            |
|  | Chypre       | Chypre       | 1            | 1            |         |         |                           |               |               |               |  |  |            |            |            |            |
|  | Chypre       | Chypre       | 1            | 1            |         |         |                           |               |               |               |  |  |            |            |            |            |
|  | Israël       | Israël       | 1            | 6            |         |         |                           |               |               |               |  |  |            |            |            |            |
|  | Israël       | Israël       | 1            | 6            | Israël  | Israël  | 1                         | 3             |               |               |  |  |            |            |            |            |
|  |              |              |              |              | Israël  | Israël  | 1                         | 3             |               |               |  |  |            |            |            |            |
|  |              |              | Éthiopie     | Éthiopie     | 0       | 2       |                           |               |               |               |  |  |            |            |            |            |
|  |              |              |              |              | 0       | 2       |                           |               |               |               |  |  |            |            |            |            |
|  |              |              |              |              |         |         |                           |               |               |               |  |  |            |            |            |            |
|  |              |              |              |              |         |         |                           |               |               |               |  |  |            |            |            |            |
|  | Israël       | Israël       | 2            | 0            |         |         |                           |               |               |               |  |  |            |            |            |            |
|  | Israël       | Israël       | 2            | 0            |         |         |                           |               |               |               |  |  |            |            |            |            |
|  |              |              | Italie       | Italie       | 4       | 6       |                           |               |               |               |  |  |            |            |            |            |
|  |              |              |              |              | 4       | 6       |                           |               |               |               |  |  |            |            |            |            |
|  |              |              |              |              |         |         |                           |               |               |               |  |  |            |            |            |            |
|  |              |              |              |              |         |         |                           |               |               |               |  |  |            |            |            |            |
|  | Italie       | Italie       | Q.           | Q.           |         |         |                           |               |               |               |  |  |            |            |            |            |
|  | Italie       | Italie       | Q.           | Q.           |         |         |                           |               |               |               |  |  |            |            |            |            |
|  |              |              | Roumanie     | Roumanie     | forfait | forfait |                           |               |               |               |  |  |            |            |            |            |
|  |              |              |              |              | forfait | forfait |                           |               |               |               |  |  |            |            |            |            |
|  |              |              |              |              |         |         |                           |               |               |               |  |  |            |            |            |            |
|  |              |              |              |              |         |         |                           |               |               |               |  |  |            |            |            |            |
|  |              |              |              |              |         |         |                           |               |               |               |  |  |            |            |            |            |
|  |              |              |              |              |         |         |                           |               |               |               |  |  |            |            |            |            |

### Groupe 8:Tchécoslovaquie
La Tchécoslovaquie se qualifie pour la phase finale de la coupe du monde en remportant le match d'appui (4-2 ap) contre l'Écosse à Bruxelles, les deux équipes ayant terminé ex æquo en tête du groupe 8.
| Rang | Équipe               | Pts | J | G | N | P | Bp | Bc | Diff |  | Résultats (▼ dom., ► ext.) |     |     |     |
| ---- | -------------------- | --- | - | - | - | - | -- | -- | ---- |  | -------------------------- | --- | --- | --- |
| 1    | Tchécoslovaquie      | 6   | 4 | 3 | 0 | 1 | 16 | 5  | +11  |  | Tchécoslovaquie            |     | 4-0 | 7-1 |
| 1    | Écosse               | 6   | 4 | 3 | 0 | 1 | 10 | 7  | +3   |  | Écosse                     | 3-2 |     | 4-1 |
| 3    | République d'Irlande | 0   | 4 | 0 | 0 | 4 | 3  | 17 | -14  |  | République d'Irlande       | 1-3 | 0-3 |     |

Match d'appui
| 29 novembre 1961 | Tchécoslovaquie                                         | 4 - 2 a.p. | Écosse            | Stade du Heysel, Bruxelles                |                                           |
|                  | Hledík 70e · Scherer 80e · Pospíchal 96e · Kvašňák 101e |            | St. John 35e, 71e | Spectateurs : 6 000 Arbitrage : M. Versyp | Spectateurs : 6 000 Arbitrage : M. Versyp |
|                  | Détails                                                 |            |                   | Spectateurs : 6 000 Arbitrage : M. Versyp | Spectateurs : 6 000 Arbitrage : M. Versyp |

### Groupe 9
Deux équipes seulement composent ce groupe 9 : l'Espagne et le Pays de Galles. Après un affrontement en matchs aller et retour, c'est l'Espagne qui se qualifie pour le barrage contre l'équipe vainqueur de la zone Afrique.
| 19 avril 1961 | Pays de Galles | 1 - 2 | Espagne                     | Ninian Park, Cardiff                            |                                                 |
|               | Woosnam 7e     |       | Foncho 21e · Di Stéfano 75e | Spectateurs : 45 000 Arbitrage : M. Reymaeckers | Spectateurs : 45 000 Arbitrage : M. Reymaeckers |

| 28 mai 1961 | Espagne   | 1 - 1 | Pays de Galles   | Stade Santiago Bernabéu, Madrid           |                                           |
|             | Peiró 55e |       | I. Allchurch 70e | Spectateurs : 100 000 Arbitrage : M. Horn | Spectateurs : 100 000 Arbitrage : M. Horn |

### Groupe 10
Il n'y a que deux équipes dans ce groupe 10, dont le vainqueur se qualifie pour le barrage contre l'équipe sortie vainqueur de la zone Asie. C'est la Yougoslavie qui se qualifie aux dépens de la Pologne.
| 4 juin 1961 | Yougoslavie                        | 2 - 1 | Pologne      | JNA Stadion, Belgrade                         |                                               |
|             | Kaloperović 40e (pen.) · Kotić 49e |       | Brychczy 65e | Spectateurs : 30 000 Arbitrage : M. Stathatos | Spectateurs : 30 000 Arbitrage : M. Stathatos |

| 25 juin 1961 | Pologne     | 1 - 1 | Yougoslavie | Stade de Silésie, Chorzow                        |                                                  |
|              | Schmidt 29e |       | Galić 1re   | Spectateurs : 100 000 Arbitrage : Václav Korelus | Spectateurs : 100 000 Arbitrage : Václav Korelus |

## Zone Afrique

### Premier tour

#### Groupe 1
Dans ce groupe, les deux équipes, la République arabe unie et le Soudan, déclarent forfaits.
|  | Équipe                |         |  |  |  |  |  |  |  |
|  | --------------------- | ------- |  |  |  |  |  |  |  |
|  | République arabe unie | forfait |  |  |  |  |  |  |  |
|  | Soudan                | forfait |  |  |  |  |  |  |  |

#### Groupe 2
| 30 octobre 1960 | Maroc                         | 2 - 1 | Tunisie    | Stade d'Honneur, Casablanca                     |                                                 |
|                 | Khalfi 33e · Azhar 60e (pen.) |       | Meddeb 43e | Spectateurs : 1 236 Arbitrage : M. Blanco Perez | Spectateurs : 1 236 Arbitrage : M. Blanco Perez |

| 13 novembre 1960 | Tunisie                    | 2 - 1 | Maroc      | El Menzah, Tunis       |                        |
|                  | Chetali 47e · Tlemçani 60e |       | Chicha 64e | Arbitrage : M. Steiner | Arbitrage : M. Steiner |

Match d'appui
| 22 janvier 1961 | Maroc     | 1 - 1 a.p. | Tunisie    | Stadio Communale, Palerme                   |                                             |
|                 | Azhar 35e |            | Kerrit 89e | Spectateurs : 8 000 Arbitrage : M. Lo Bello | Spectateurs : 8 000 Arbitrage : M. Lo Bello |

#### Groupe 3
| 28 août 1960 | Ghana            | 4 - 1 | Nigeria    | Accra Sports Stadium, Accra                     |                                                 |
|              | Buteurs inconnus |       | Fayemi 50e | Spectateurs : 40 000 Arbitrage : Arthur Holland | Spectateurs : 40 000 Arbitrage : Arthur Holland |

| 10 septembre 1960 | Nigeria                        | 2 - 2 | Ghana                        | Stade George V, Lagos                           |                                                 |
|                   | Enamako 28e · Fayemi 75e (pen) |       | Aggrey-Fynn · Buteur inconnu | Spectateurs : 12 170 Arbitrage : M. Tschenscher | Spectateurs : 12 170 Arbitrage : M. Tschenscher |

### Tour final
Au départ, le tour final devait regrouper au sein d'une poule unique les vainqueurs des trois poules. Du fait du forfait des deux équipes de la poule 1 (Égypte et Soudan), la place de barragiste contre une équipe de la zone Europe se joue lors d'un affrontement en matchs aller et retour entre le Maroc et le Ghana.

| 1er avril 1961 | Ghana | 0 - 0 | Maroc | Accra Sports Stadium, Accra |
|                |       |       |       | Arbitrage : M. Hussein      |

| 28 mai 1961 | Maroc      | 1 - 0 | Ghana | Stade Marcel Cerdan, Casablanca                          |                                                          |
|             | Khalfi 37e |       |       | Spectateurs : 12 000 Arbitrage : M. Blanco Perez Espagne | Spectateurs : 12 000 Arbitrage : M. Blanco Perez Espagne |

### Barrage Europe-Afrique:Espagne
| 12 novembre 1961 | Maroc | 0 - 1 | Espagne     | Stade Marcel Cerdan, Casablanca                |                                                |
|                  |       |       | del Sol 80e | Spectateurs : 25 000 Arbitrage : Daniel Mellet | Spectateurs : 25 000 Arbitrage : Daniel Mellet |

| 23 novembre 1961 | Espagne                                     | 3 - 2 | Maroc                 | Stade Santiago Bernabéu, Madrid               |                                               |
|                  | Marcelino 11e · Di Stéfano 44e · Collar 60e |       | Riahi 40e · Azhar 75e | Spectateurs : 60 000 Arbitrage : Cesare Jonni | Spectateurs : 60 000 Arbitrage : Cesare Jonni |

## Zone Asie

### Premier tour
Trois équipes asiatiques se disputent la place de barragiste dans la zone Asie : le Japon, la Corée du Sud et l'Indonésie, qui déclare forfait avant le début de la campagne éliminatoire. La Corée du Sud gagne ses deux matchs contre le Japon et se qualifie pour le barrage Europe/Asie.
| 6 novembre 1960 | Corée du Sud | 2 - 1 | Japon     | Séoul                    |                          |
|                 |              |       | 4e Sasaki | Arbitrage : Duk Chun Kim | Arbitrage : Duk Chun Kim |

| 11 juin 1961 | Japon | 0 - 2 | Corée du Sud | Tokyo                   |
|              |       |       |              | Arbitrage : M. Pratlett |

### Barrage Europe-Asie:Yougoslavie
| 8 octobre 1961 | Yougoslavie                                                  | 5 - 1 | Corée du Sud       | JNA Stadion, Belgrade                         |                                               |
|                | Čebinac 42e · Šekularac 54e, 69e · Radaković 67e · Galić 89e |       | Chang Sun-chen 81e | Spectateurs : 20 000 Arbitrage : M. Ioannidis | Spectateurs : 20 000 Arbitrage : M. Ioannidis |

| 26 novembre 1961 | Corée du Sud    | 1 - 3 | Yougoslavie                   | Hyochang Stadium, Séoul                          |                                                  |
|                  | Ju Pang-sun 61e |       | Galić 17e, 27e · Jerković 87e | Spectateurs : 25 000 Arbitrage : M. Mek Yung Fay | Spectateurs : 25 000 Arbitrage : M. Mek Yung Fay |

## Zone Amérique du Sud

### Groupe 1:Argentine
| 17 décembre 1960 | Argentine                                                      | 5 - 0 | Équateur | La Bombonera, Buenos Aires                 |                                            |
|                  | Corbatta 7e, 55e (pen) · Sanfilippo 53e · Sosa 75e · Pando 90e |       |          | Spectateurs : 55 000 Arbitrage : M. Robles | Spectateurs : 55 000 Arbitrage : M. Robles |

### Groupe 2:Uruguay
| 15 juillet 1961 | Bolivie     | 1 - 1 | Uruguay     | Estadio Hernando Siles, La Paz             |                                            |
|                 | Alcócer 53e |       | Cubilla 25e | Spectateurs : 22 000 Arbitrage : M. Robles | Spectateurs : 22 000 Arbitrage : M. Robles |

| 30 juillet 1961 | Uruguay                   | 2 - 1 | Bolivie     | Stade Centenario, Montevideo               |                                            |
|                 | Cabrera 4e · Escalada 38e |       | Camacho 62e | Spectateurs : 51 695 Arbitrage : M. Robles | Spectateurs : 51 695 Arbitrage : M. Robles |

### Groupe 3:Colombie
| 30 avril 1961 | Colombie     | 1 - 0 | Pérou | Estadio El Campin, Bogota                     |                                               |
|               | Gonzalez 27e |       |       | Spectateurs : 26 000 Arbitrage : M. Praddaude | Spectateurs : 26 000 Arbitrage : M. Praddaude |

| 26 novembre 1961 | Pérou      | 1 - 1 | Colombie   | Estadio Nacional, Lima                     |                                            |
|                  | Delgado 3e |       | Aceros 69e | Spectateurs : 50 579 Arbitrage : M. Marino | Spectateurs : 50 579 Arbitrage : M. Marino |

## Zone Amérique du Nord, centrale et Caraïbes

### Premier tour

#### Groupe 1
Le groupe 1 regroupe les 2 équipes nord-américaines (États-Unis et Canada) et le Mexique. Le Canada déclare forfait avant le début des matchs de qualification, la place pour le tour final se joue donc entre Américains et Mexicains lors de matchs aller et retour.
| 3 novembre 1960 | États-Unis                            | 3 - 3 | Mexique                     | Wrigley Field, Los Angeles               |                                          |
|                 | Bicek 31e · Fister 58e · Zerhusen 84e |       | Mercado 7e · Reyes 12e, 21e | Spectateurs : 8 000 Arbitrage : M. Kulai | Spectateurs : 8 000 Arbitrage : M. Kulai |

| 6 novembre 1960 | Mexique                           | 3 - 0 | États-Unis | Estadio Olimpico Universitario, Mexique     |                                             |
|                 | Mercado 5e · Reyes 35e · Díaz 41e |       |            | Spectateurs : 80 000 Arbitrage : M. Sanchez | Spectateurs : 80 000 Arbitrage : M. Sanchez |

#### Groupe 2
| Rang | Équipe     | Pts | J | G | N | P | Bp | Bc | Diff |  | Résultats (▼ dom., ► ext.) |     |      |     |
| ---- | ---------- | --- | - | - | - | - | -- | -- | ---- |  | -------------------------- | --- | ---- | --- |
| 1    | Costa Rica | 5   | 4 | 2 | 1 | 1 | 13 | 8  | +5   |  | Costa Rica                 |     | 5-0  | 3-2 |
| 1    | Honduras   | 5   | 4 | 2 | 1 | 1 | 5  | 7  | -2   |  | Honduras                   | 2-1 |      | 1-1 |
| 3    | Guatemala  | 2   | 4 | 0 | 2 | 2 | 7  | 10 | -3   |  | Guatemala                  | 4-4 | 0-2* |     |

* Le Guatemala quitte la pelouse alors que le score est de 0-2. Le résultat est entériné par la FIFA.
Match d'appui
| 14 janvier 1961 | Costa Rica | 1 - 0 | Honduras | Estadio Mateo Flores, Guatemala  |                                  |
|                 | Rodríguez  |       |          | Arbitrage : Felipe Buergo Elcuaz | Arbitrage : Felipe Buergo Elcuaz |

#### Groupe 3
| 2 octobre 1960 | Guyane néerlandaise | 1 - 2 | Antilles néerlandaises | Paramaribo            |
|                |                     |       |                        | Arbitrage : M. Orrego |

| 27 novembre 1960 | Antilles néerlandaises | 0 - 0 | Guyane néerlandaise | Curaçao                 |
|                  |                        |       |                     | Arbitrage : M. Yamasaki |

### Tour final
| Rang | Équipe                 | Pts | J | G | N | P | Bp | Bc | Diff |  | Résultats (▼ dom., ► ext.) |     |     |     |
| ---- | ---------------------- | --- | - | - | - | - | -- | -- | ---- |  | -------------------------- | --- | --- | --- |
| 1    | Mexique                | 5   | 4 | 2 | 1 | 1 | 11 | 2  | +9   |  | Mexique                    |     | 4-1 | 7-0 |
| 2    | Costa Rica             | 4   | 4 | 2 | 0 | 2 | 8  | 6  | +2   |  | Costa Rica                 | 1-0 |     | 6-0 |
| 3    | Antilles néerlandaises | 3   | 4 | 1 | 1 | 2 | 2  | 13 | -11  |  | Antilles néerlandaises     | 0-0 | 2-0 |     |

### Barrage Amsud-Concacaf:Mexique
| 29 octobre 1961 | Mexique   | 1 - 0 | Paraguay | Estadio Olimpico Universitario, Mexico          |                                                 |
|                 | Reyes 66e |       |          | Spectateurs : 30 000 Arbitrage : M. Van Rosberg | Spectateurs : 30 000 Arbitrage : M. Van Rosberg |

| 5 novembre 1961 | Paraguay | 0 - 0 | Mexique | Puerte Sajonia, Asuncion                 |
|                 |          |       |         | Spectateurs : 25 000 Arbitrage : M. Vega |

## Qualifiés
- Brésil (champion du monde en titre)
- Chili (pays organisateur)
- Mexique
- Argentine
- Uruguay
- Colombie
- Union soviétique
- Bulgarie
- Hongrie
- Espagne
- Yougoslavie
- Italie
- Angleterre
- Allemagne de l'Ouest
- Suisse
- Tchécoslovaquie